# 香山郡
香山郡（：／ Hyangsan gun */?）是朝鮮民主主義人民共和國慈江道的一個郡，位於道的東部，西南為平安北道，東南為平安南道。妙香山位於三道的交界點上。清川江流經。
该郡原属平安北道，于2023年2月10日划入慈江道。

## 區劃史
1952年設郡。

## 下轄區劃
下分一邑、二十里。
1. ↑  . 한국민족문화대백과사전. 한국학중앙연구원.   [2023-06-14].